# Меч Оріона

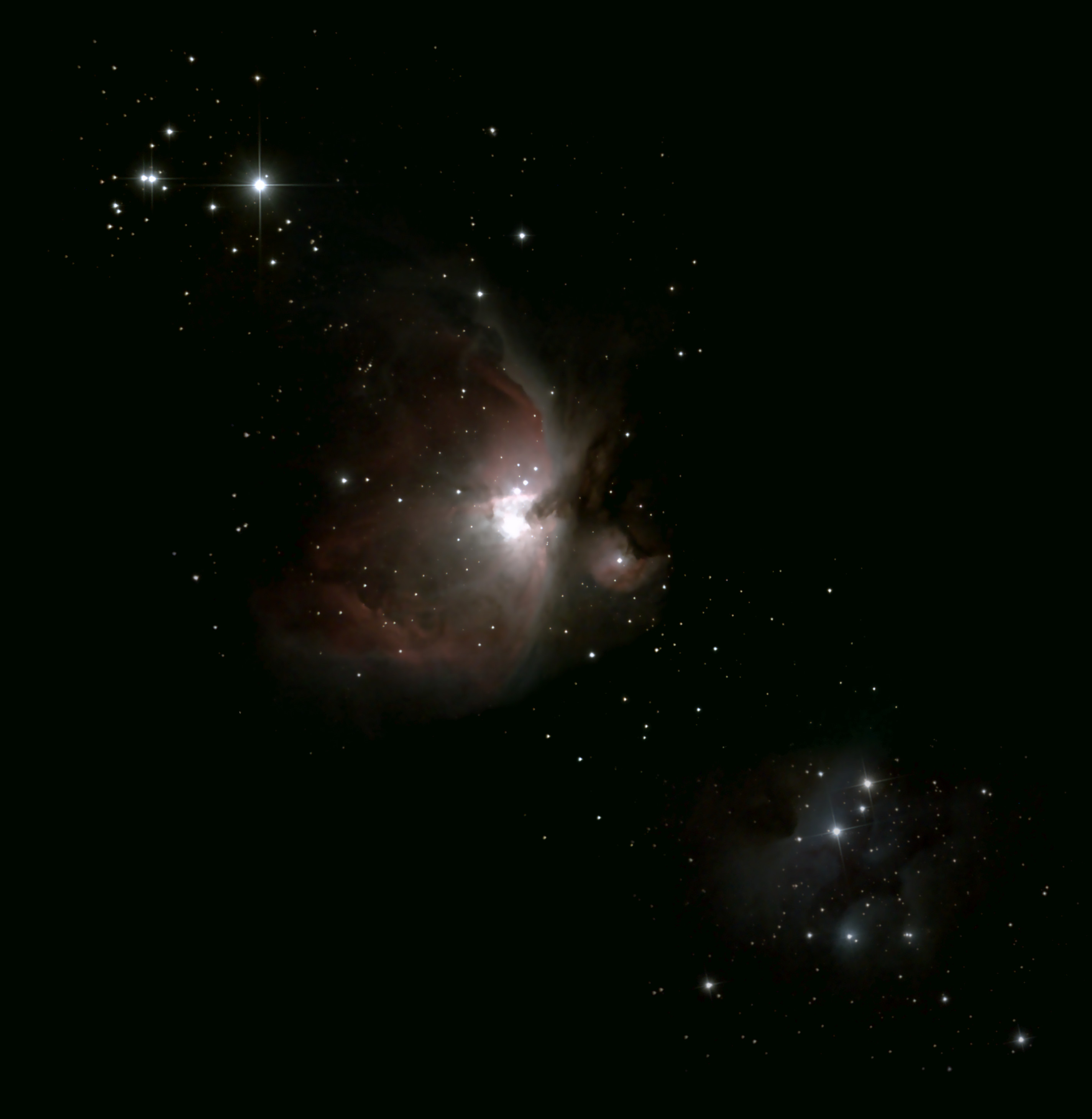

Меч Оріона — астеризм південної півкулі небесної сфери, розташований близько до небесного екватора. Складається з трьох зір сузір'я Оріон, що утворюють лінію: 42 Оріона, θ (Тета) Оріона (складається з двох об'єктів: Трапеції Оріона та 43 Оріона) і ι (Йота) Оріона. Спостерігати за ним з території України найкраще взимку, як і за самим сузір'ям Оріон.
В астеризмі знаходиться одна з найбільших туманностей, яку можна спостерігати з території нашої планети — Туманність Оріона. Також тут можна спостерігати ще 2 цікаві об'єкти: NGC 1977 та Туманність де Майрана.
Відома також арабська (Саїф аль Джаббар — "Меч велетня"), японська (Ко-Міцуї-Боші — "Три маленькі зірочки") китайська (Punishment — "Покарання") та Фінська (Kalevanmiekka — "Меч Калева").